# Wrestedt
Wrestedt è un comune di 6 377 abitanti, della Bassa Sassonia, in Germania.
Appartiene al circondario (Landkreis) di Uelzen (targa UE) ed è parte della comunità amministrativa (Samtgemeinde) di Aue. Il 1º novembre 2011 ha assorbito i comuni di Stadensen e Wieren, che formavano la Samtgemeinde Wrestedt, per entrare a far parte della nuova Samtgemeinde Aue.